# Flintrännan

Karta över Drogden och Flintrännan. Bruna områden markerar ett vattendjup på mindre än sex meter, gröna markerar land. 1 = Lillgrund, 2 = Oskarsgrundet, 3 = Sjollen, 4 = Søndre flint, 5 = Nordre flint, 6 = Bjørnen, 7 = Gustaf af Klint 8 = Kalkgrundet och 9 = Trindelen.

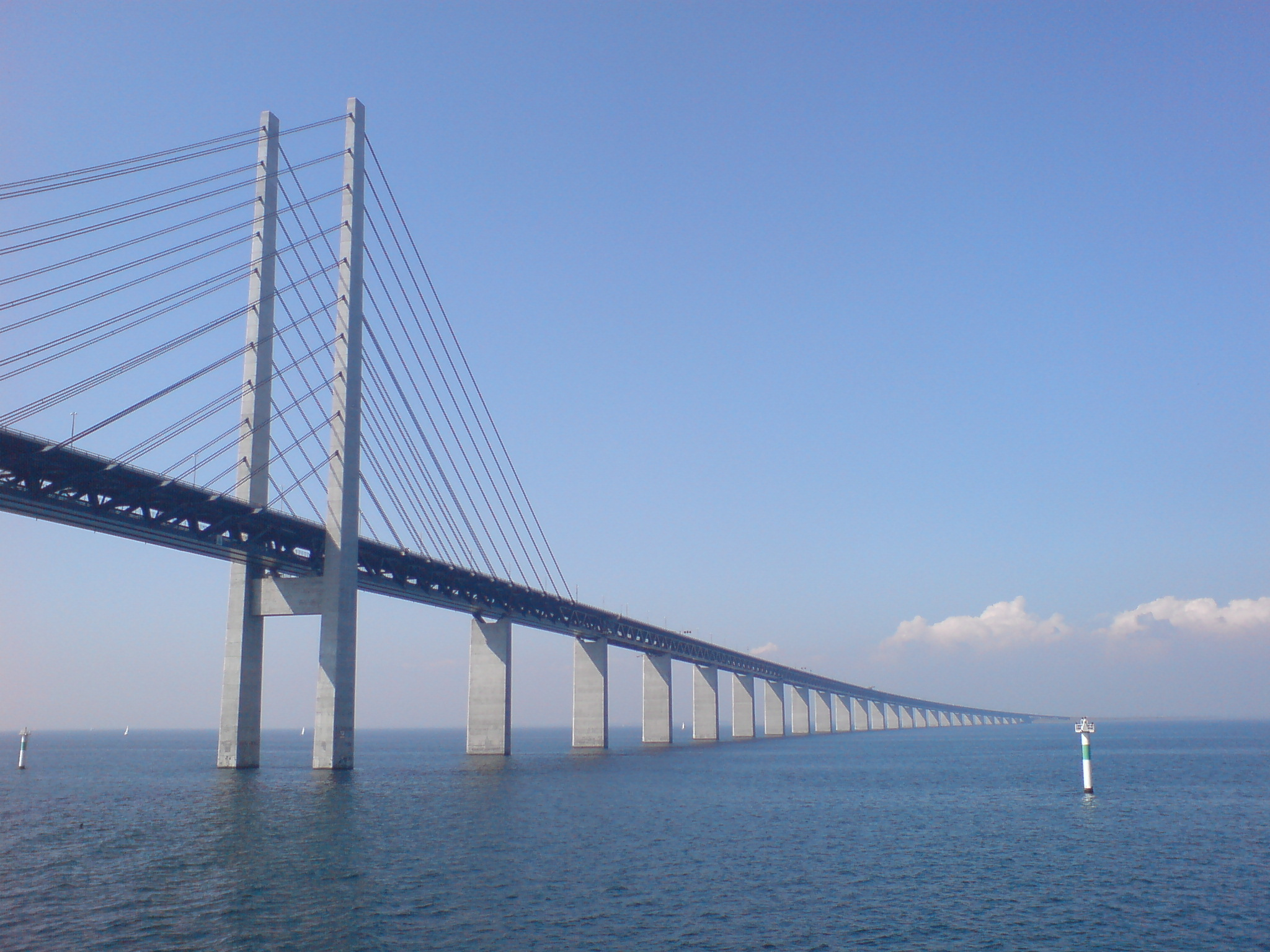
Två av radarkumlen vid Flintrännan ses på denna bild: Flintrännan 11 till höger och 13 till vänster.

Flintrännan är en farled genom Öresund avsedd för fartygstrafik. Den löper sydost om den danska ön Saltholm och väster om den skånska kusten vid Malmö.

## Farleden
Flintrännan sträcker sig mellan fyrarna Flintrännan NO och Flintrännan SV (bäring 220,6° - på 4,4° när rakt nordost-sydvästlig) och har en längd på 7,5 nautiska mil, (14 km). Den är 370 m bred, och har ett minsta djup på 8,4 m vid medelvatten. Max rekommenderat djupgående för fartyg som kan passera är 7,2 meter och den segelfria höjden är 55 meter. Denna begränsning, som även gäller Drogden, leder till att fartyg med ett större djupgående får ta omvägen via de danska bälten för att färdas mellan Kattegatt och Östersjön. Flintrännan passerar under Öresundsbrons högbro i en vinkel på 70,6⁰

## Fyrarna

### Fram till 1960-talet: Fyrskepp

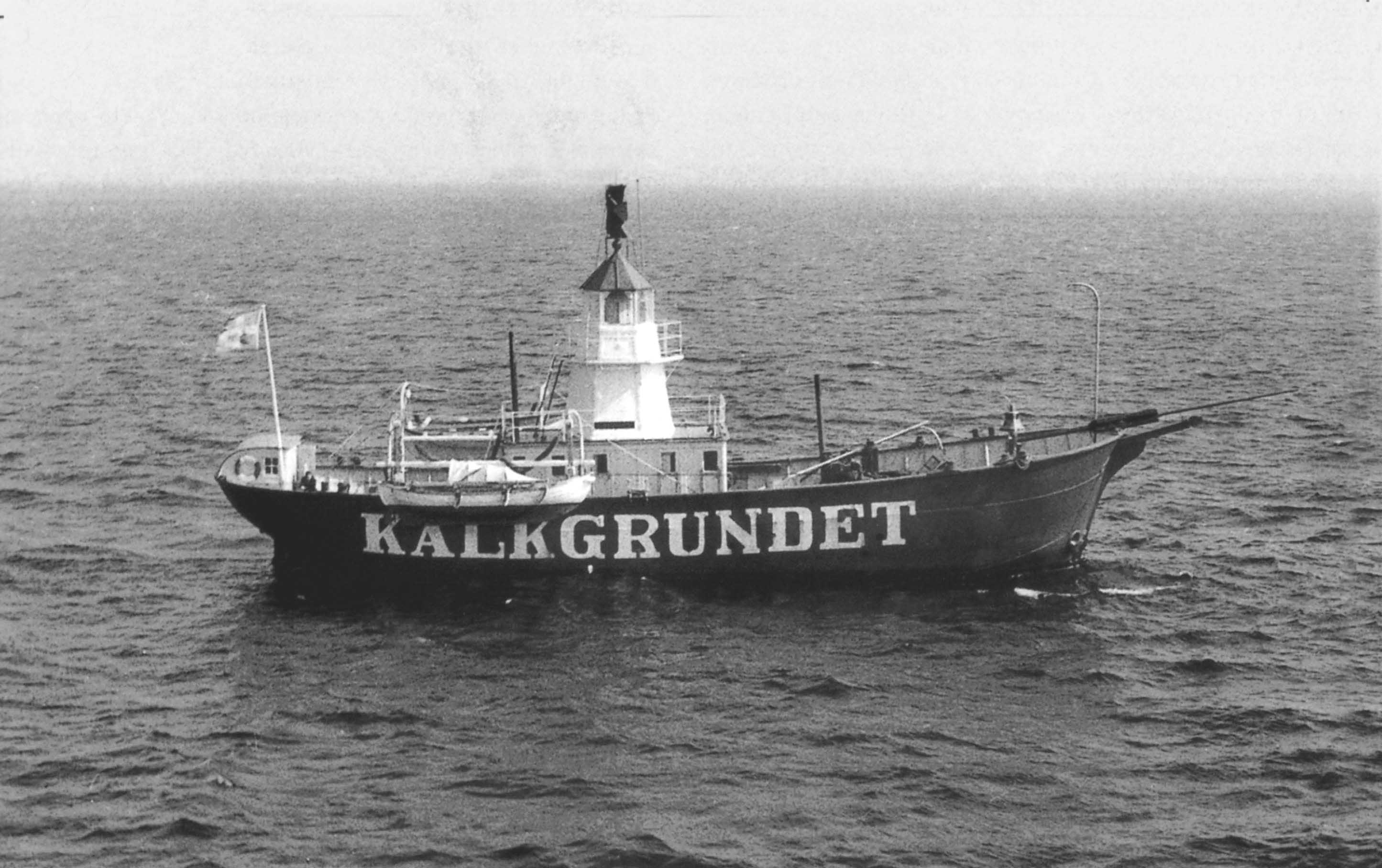
Fyrskepp Nr. 13 Kalkgrundet vid Kalkgrundet

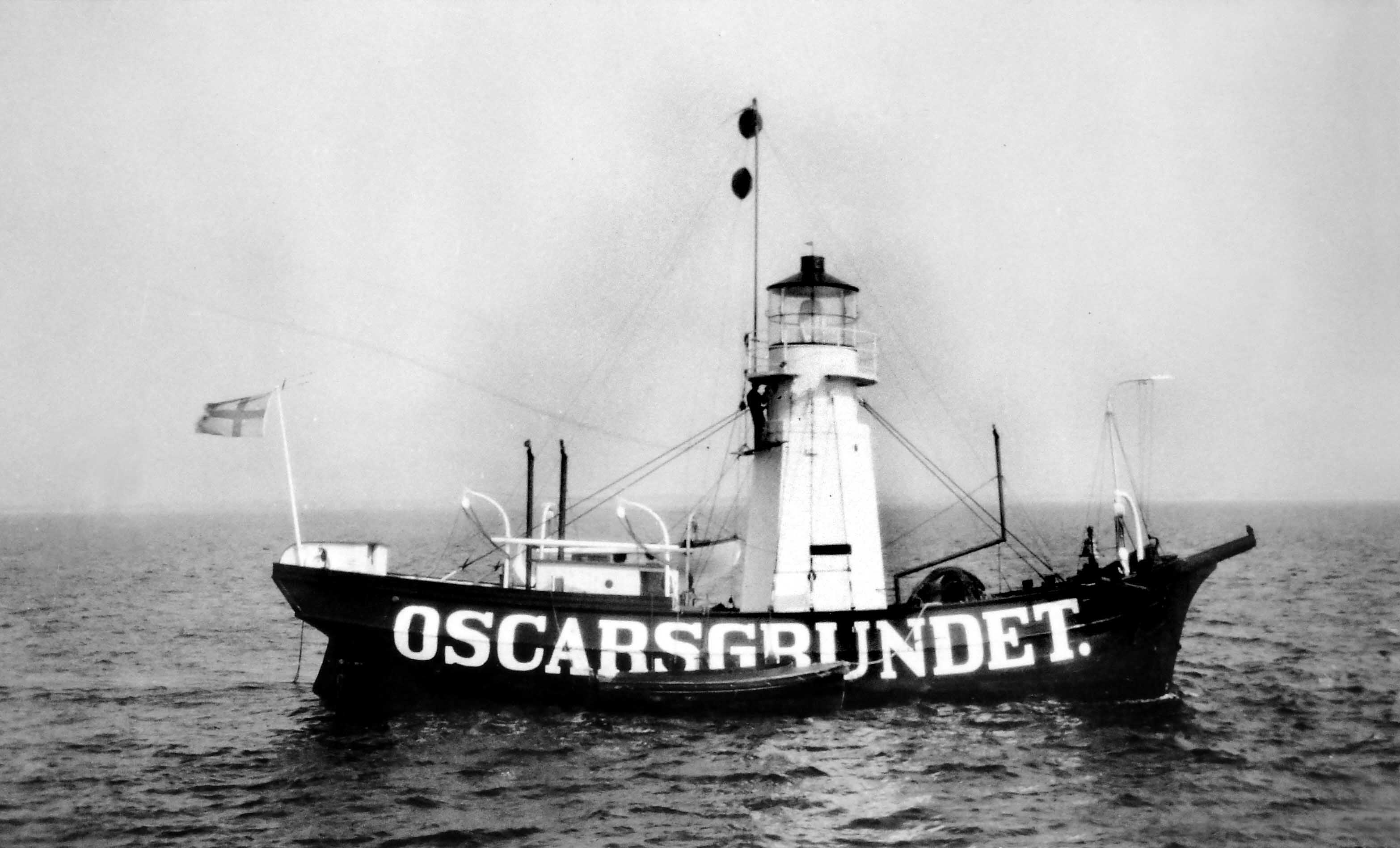
Fyrskeppet nr 11 Irene vid Oskarsgrundet.

De sydost om och helt nära rännan belägna grunden Kalkgrundet och Oskarsgrundet var tidigare utmärkta med var sitt fyrskepp, med samma beteckning och påmålning som respektive grund. I rännans nordöstra ända låg tidigare ännu ett fyrskepp, Malmö redd (även kallat Sjollen). Nordväst om rännan finns ytterligare ett antal grund som markerades med fyrskepp, varibland särskilt märks Nordre Flint och Søndre Flint. De två sistnämnda grunden ligger på danskt vatten.

#### Skeppslista för Kalkgrundet
| Nummer | Namn                        | Tjänstgöringsår |
| ------ | --------------------------- | --------------- |
| 7      | Vulkan                      | 1873            |
| 11     | Fyrskepp Nr. 11 Irene       | 1874            |
| 13     | Fyrskepp Nr. 13 Kalkgrundet | 1875            |
| 9      | Diana                       | 1876-1878       |
| 13     | Kalkgrundet                 | 1879-1884       |
| 4      | Falsterborev                | 1885-1886       |
| 13     | Kalkgrundet                 | 1887-1961       |

#### Skeppslista för Oskarsgrundet
| Nummer | Namn            | Tjänstgöringsår |
| ------ | --------------- | --------------- |
| 11     | Irene           | 1879-1931       |
| 21     | Trälleborgsredd | 1932-1961       |

### 1960-tal till 2000: Kassunfyrar

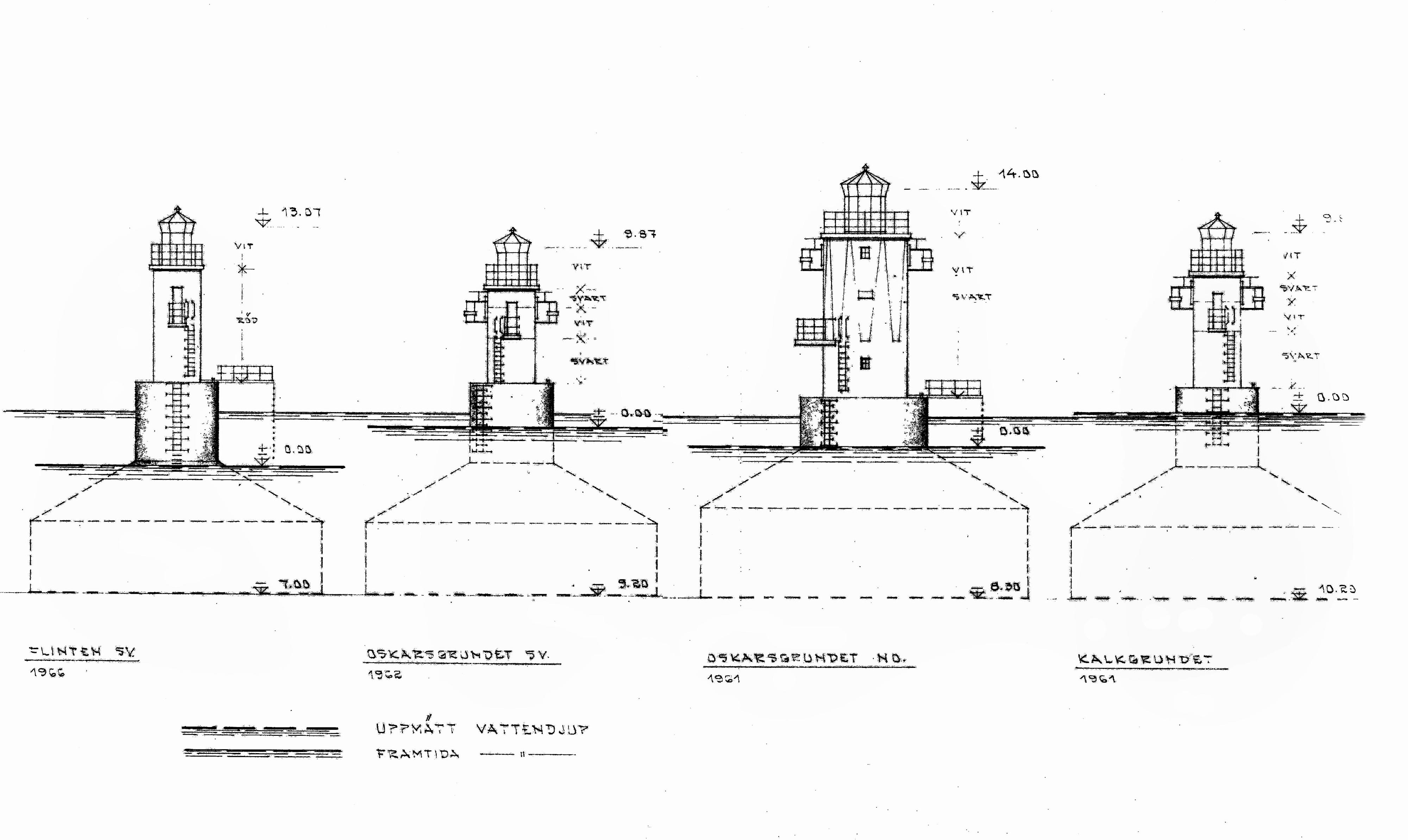
De fyra första kassunfyrarna. Från vänster: Flinten SV, Oskarsgrundet SV, Oskarsgrundet NO och Kalkgrundet.

Flintrännan nordost om Öresundsbron. Nuvarande fyrar markerade med gult, tidigare med rött (Osk NO/SV = Oskarsgrundet NO/SV, Kgr = Kalkgrundet). De bruna områdena markerar ett vattendjup på mindre än sex meter vid Kalkgrundet, Oskarsgrundet och Trindelen.

På 1960-talet ersattes fyrskeppen med fyra kassunfyrar: Kalkgrundet (1961), Oskarsgrundet nordost (1961), Oskarsgrundet sydväst (1962) och Flinten sydväst (1966). Den sistnämnda, som stod cirka en M sydsydost om Søndre Flint, var dock inte bara till för Flintrännan utan även för farleden Limhamn - Dragör (sedan gammalt benämnd "Flinten"), vilken bland annat trafikerades av Dragörfärjan.

### Från år 2000: randfyrar
Vid anläggandet av Öresundsförbindelsen rätades Flintrännan ut genom muddring (den gick tidigare nordväst om dagens farled nära den danska gränsen och böjde av i en sydligare riktning efter Oskarsgrundet SV) och sex nya kassunfyrar placerades ut, alla med lyshöjd 12–13 meter. De gamla kassunfyrarna, som alla utom Flinten SV stått längs den gamla Flintrännans sydostsida, flyttades och återanvändes. Fyrarna är numera:
- Flintrännan sydväst (C2349.5[7]), 8,3 km SV (220°) om högbron (f.d. Flinten sydväst). Markerar inseglingen till Flintrännan söderifrån.
- Flintrännan nr. 19 (C2349.29), 3,7 km SV (220°) om högbron.
- Flintrännan nr. 18 (C2349.28), 3,8 km SV (220°) om högbron.
- Flintrännan nr. 17 (C2349.27), 1,9 km SV (220°) om högbron.
- Flintrännan nr. 16 (C2349.26), 2 km SV (220°) om högbron.
- Flintrännan nr. 7 (C2349.17), 2 km NO (40°) om högbron.
- Flintrännan nr. 6 (C2350.5), 1,8 km NO (40°) om högbron (f.d. Oskarsgrundet Sydväst).
- Flintrännan nr. 5 (C2349.15), 3,8 km NO (40°) om högbron.
- Flintrännan nr. 4 (C2351.5), 3,7 km NO (40°) om högbron (f.d. Kalkgrundet).
- Flintrännan nordost (C2352.5), 5,8 km NO (40°) om högbron (f.d. Oskarsgrundet Nordost). Markerar inseglingen från nordost.

Angöringsfyrarna, Flintrännan sydväst och nordost, är sektorfyrar utrustade med racon. Även på undersidan av Öresundsbron sitter fyrlyktor. Alla fyrar är synkroniserade. Utöver fyrarna och högbron markeras farleden av sju lysbojar (benämnda "Flintrännan 1-2, 20-23 samt 25") och åtta radarkummel ("Flintrännan 8-15", två par på ömse sidor om och närmast högbron).

## Trindelrännan, Lernacksrännan och Drogden

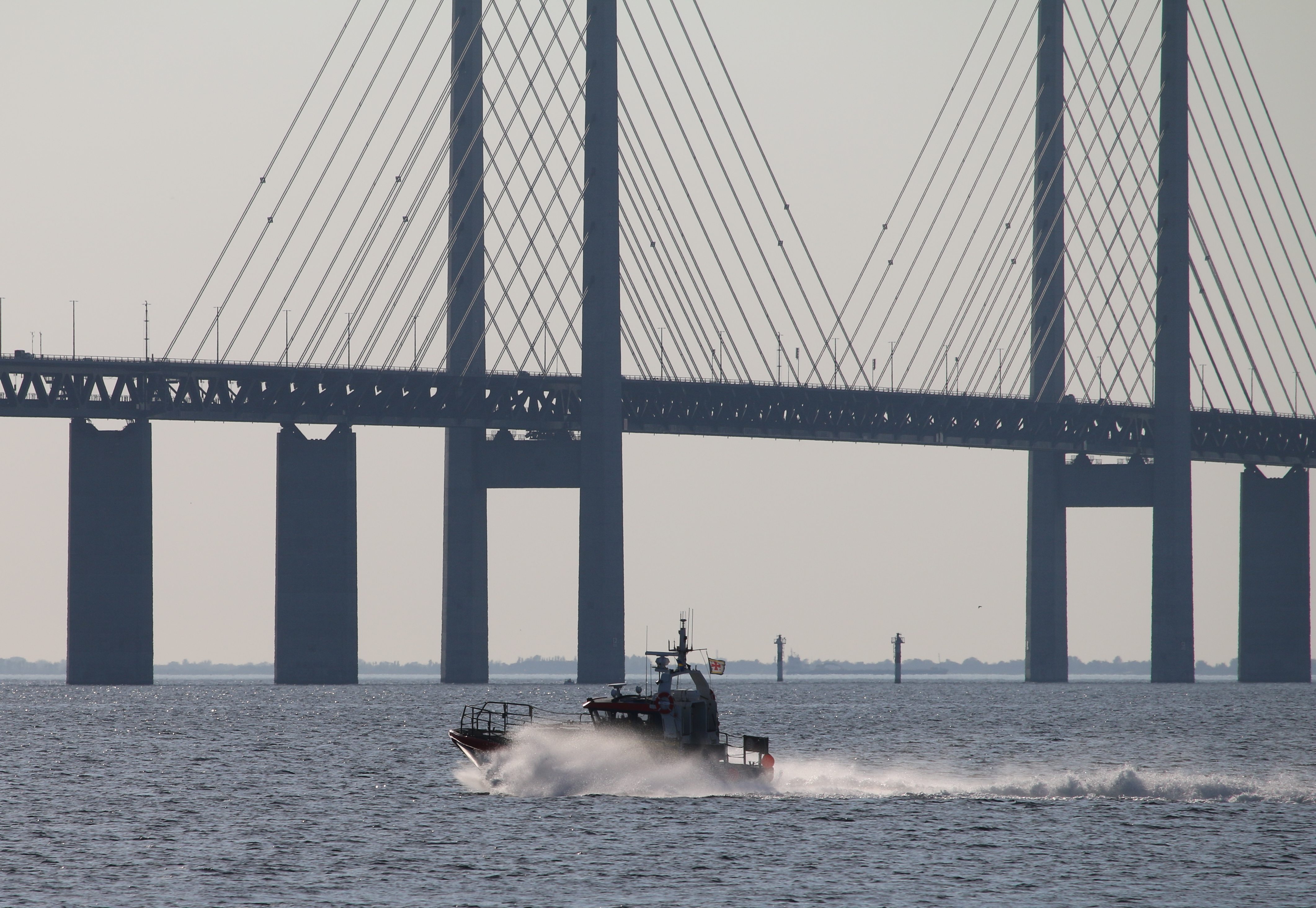
Rescue Postkodlotteriet i Trindelrännan. Flintrännan passerar under högbron i bakgrunden. Under och bortom högbon syns även två av radarkumlen, vilka liknar fyrar, men saknar lanternin.

Flintrännan har sedan länge varit den huvudsakliga rännan för passage genom Öresund öster om Saltholm.
Trindelrännan kallas en mindre ränna som också passerar Öresundsbron. Den leder från Malmö hamn och har en bredd på 100 m och en höjdbegränsning på 40 m. Trindelrännan ligger mellan Oskarsgrundet och grundet Trindelen. Vid färd mot nordost genom Trindelrännan fungerar Malmö vågbrytarbank som ledfyr.
Lernacksrännan är en (numera omarkerad) ränna innanför Trindelen med mindre vattendjup än de yttre lederna.
Drogden heter den ränna som ligger på danska sidan av sundet, mellan Saltholm och Amager och den var tidigare den dominerande farleden genom Öresund. Drogden är den bredaste rännan (450 meter) men är grundare än Flintrännan.

## "Lotskriget"

Före detta kanonbåten Willemoes efter ombyggnad till mätfartyg 1890.

1873 utgjorde lotsningsrättigheten i Drogden och Flintrännan föremål för diplomatiska underhandlingar mellan svenska och danska regeringarna. Pressen behandlade denna fråga med största livlighet, en mängd artiklar skrevs på både svenska och danska, och debatten erhöll småningom det betecknande namnet "lotskriget". Genom en i Köpenhamn 14 augusti 1873 utfärdad "Deklaration angående svenska och danska undersåter tillkommande rätt till lotsning i Öresund" avgjordes denna tvistefråga på ett sätt,
som inhämtas av följande utdrag ur Artikel I. "I de delar af Öresund, som på ena sidan begränsas af danskt och på den andra sidan af svenskt land, skall lotsningen med lika rätt tillkomma hvardera staten - - - Hvarest båda stränderna tillhöra samma land, tillkommer lotsningsrätten uteslutande det landet, och ega det landets myndigheter att därom fastställa närmare bestämmelser". På grund av denna artikel äger danska lotsar rätt att lotsa genom Flintrännan, varemot svenska lotsar ej får lotsa genom Drogden.
- Bestämmelsen trädde i gällande kraft den 21 augusti 1873.
Under detta "krig" satte danskarna in kanonbåten Willemoes för att markera de danska intressena.
Lotskrigets avgörande fick till följd, under Carl Ramstens ledning, att svenska kronolotsar anställdes för genomgående lotsning i Öresund, att fyrbelysning inrättades i Flintrännan (reservfyrskeppet Vulkan flyttades samma år till Kalkgrundet och 1879 placerades ett andra fyrskepp ut vid Oskarsgrundet - se även avsnittet om fyrskeppen ovan) och, senare, även till att Flintrännan rensades upp för mer djupgående fartyg.

## Geologi
Bottnen i Flintrännan (och Drogden) utgörs av kalksten från Danien, rik på flinta, som är överlagrad av (numera delvis bortmuddrad) moränlera från den senaste istiden.